# ضريح سيد محمد سيد منصور
 مقبرة سيد محمد سيد منصور  بالفارسية ( آرامگاه سید محمد سید منصور ) من كبار أهل السنة والجماعة، واختار الطريقة القادرية منهجاً له. وتعد المقبرة من أهم المقاصد السياحية والدينية في قرية جاه بنارد التي تقع في لـالبلدة المركزية (بالفارسية: بخش مركزى ) من توابع مدينة بستك وتقع في )|محافظة هرمزگان]] في جنوب إيران. وهو أحد أحفاد العالم الفاضل الشيخ محمد عمر بن سیف‌الله القتالي يرجع نسبهم إلى الحسن بن علي بن أبي طالب من طريق محمد صاحب النفس الزكية (المشهور في التاريخ) يقع مقبرة اخوه الأصغر سيد مظفر سيد منصور في (كوخرد) على مقربة دوكنبدان.

## تاريخ الإنشاء
لقد شيد هذا البناء عام 731 للهجرة النبوية الشريفة، على يد أحد الأستاتذة المعماريين المشهورين في تلك الفترة، على نمط العمارة الهندية. وقد أتاحت الفترة المغولية الإسلامية في الهند، الفرصة لنماذج العمارة الإسلامية، والعمارة الهندية المحلية لتنتج مزيجاً عرف بطراز العمارة الهندية الإسلامية.
الضريح أو المقام مُشيَّدة معمارية تبنى على قبر أحد الأشخاص تخليداً لذكراه، وقد ظهرت هذه الفكرة في الحضارات القديمة كالأهرامات لدى الفراعنة التي استخدمت كمدافن لملوكهم.
ترك العرب المسلمون في بداية دولتهم الاهتمام بالشكل الخارجي للقبور وذلك طاعة وعملا بالحديث النبوي { خير القبور الدوارس }، ولكن مع توسع أرجاء الدولة الإسلامية واختلاط القوميات فيها تأثر العرب المسلمون بحضارات وعادات تلك الشعوب التي دخلت في الإسلام كالفرس والسلاجقة والهنود وغيرهم وأخذوا عنهم فكرة بناء الأضرحة والمقامات فوق قبور عظماء عصرهم تخليداً لذكراهم.
- يصف الشاعر معروف الكوخردي « قرية جاه بنارد والضريح» في هذه الأبيات الجميلة بالفارسية قائلاً :

## وصلات خارجية
- التقسيمات الإدارية لمحافظة هرمزگان